# Asestra
Asestra is een geslacht van vlinders van de familie spanners (Geometridae), uit de onderfamilie Ennominae.

## Soorten
- A. bella Butler, 1882
- A. cabiria Druce, 1892
- A. lineata Warren, 1906
- A. psalmoidaria Schaus, 1927